# Institutul de Calcul „Tiberiu Popoviciu”
Institutul de Calcul „Tiberiu Popoviciu” este un institut de cercetare al Academiei Române, aflat în Cluj-Napoca, având profil matematic.
Institutul este coordonat de secția de Științe Matematice și aflat în subordinea Filialei din Cluj-Napoca a Academiei Române.
Institutul se ocupă de cercetare fundamentală,în principal în domeniul analizei numerice.

## Istoric, realizări
A fost înființat în 1951, ca Secție de Matematică a Filialei din Cluj-Napoca, fiind condus de acad. Tiberiu Popoviciu, și având (până în 2003) sediul pe str. Republicii nr. 37.
La Institut au fost construite în anii '50-'60 unele din primele calculatoare electronice din România (pentru detalii se mai poate consulta istoria informaticii în România):
- MARICA, în 1959 (“Mașina Automată cu Relee a Institutului de Calcul al Academiei”) - un prim calculator, experimental, cu relee electromagnetice;
- DACICC-1, în 1963 (Dispozitiv Automat de Calcul al Institutului de Calcul din Cluj); acesta este socotit al treilea calculator construit în țară, dar este primul calculator românesc cu tranzistori (nefiind complet tranzistorizat) și totodată primul cu memorie internă și regiștri din ferite. Prin DACICC-1, România a fost în 1963 a 11-a țară din lume care a construit un calculator cu tranzistori;
- DACICC-200, în 1968; acesta a fost primul calculator românesc cu sistem de operare și compilator, precum și cu instrucțiuni aritmetice cablate hard. El a avut cele mai performante caracteristici dintre calculatoarele românești, înainte de fabricarea la începutul anilor '70 a calculatoarelor sub licență; unele caracteristici au fost superioare chiar și primelor calculatoare sub licență: 200.000 op./sec (seria de calculatoare Felix M, construite între 1975-1981 efectuau 250.000 op/sec), funcționarea paralelă a dispozitivelor componente (a blocurilor de memorie, a perifericelor), numere în virgulă flotantă reprezentate pe 48 biți (față de 32 biți la calculatoarele IRIS).

Aceste calculatoare au constituit baza formării a
- profesorilor de informatică de la Universitatea “Babeș-Bolyai” (de ex. prof. dr. Dimitrie D. Stancu, prof. dr. Grigor Moldovan, ș.a.), care s-au instruit pe acest calculator iar apoi au predat cursuri la facultate, Clujul începând astfel să genereze absolvenți în domeniul IT;
- specialiștilor în informatică (hardware și software) care au constituit, prin transfer de aici, Institutul de Tehnică de Calcul (ITC) Cluj, în 1968, și Centrul Teritorial de Calcul Cluj, în 1970; alți ingineri s-au transferat la Universitatea Tehnică Cluj-Napoca;
- numeroși matematicieni de la Institut, de la Universitatea „Babeș-Bolyai” și de la Universitatea Tehnică Cluj-Napoca ca specialiști în analiză numerică; aici s-a format ceea ce e cunoscută în țară și peste hotare ca "Școala Clujeană de Analiză Numerică și Teoria Aproximării".

Institutul de Calcul poate fi așadar considerat ca “leagănul informaticii clujene”, precum și un important jalon în istoria informaticii românești și mondiale.
Institutul are de asemenea un rol recunoscut în dezvoltarea analizei numerice românești.

## Distincții, premii obținute de membrii Institutului
In perioada de maximă dezvoltare, membri ai Institutului au obținut premii ale Academiei Române:
- Oleg Aramă (premiul „Gh. Țițeica” al Academiei Române, 1965)
- Ion Păvăloiu (premiul „Gh. Lazăr” al Academiei Române, 1974)
- Elena Popoviciu (premiul „Gh. Țițeica” al Academiei Române, 1974)
- Ladislau Németi (premiul „Gh. Lazăr” al Academiei Române, 1974)

Tiberiu Popoviciu primise distincția de „Om de știință emerit”, precum și alte distincții și medalii.
Și în perioada recentă, după 1990, unii membri ai Institutului au obținut premii și distincții:
- C.-I. Gheorghiu (1990, premiul „S. Stoilow” al Academiei Române),
- C. Vamoș (2010, Diploma de excelență, din partea Academiei Române Filiala Cluj-Napoca),
- I. Păvăloiu (2010, Diploma de excelență pentru rezultate remarcabile în matematică, din partea Academiei Române, Filiala din Cluj-Napoca, 2009, Distincția de excelență din partea Universității de Nord Baia-Mare),
- E. Cătinaș (2015, Diploma Distincția Culturală a Academiei Române, pentru importante contribuții științifice în analiza numerică),
- M. Crăciun (2016, Diploma de excelentă Gh. Barițiu a Academiei Române Filiala Cluj-Napoca).

Ca o recunoaștere a meritelor specialiștilor de la Cluj, Mircea Bocu, Gheorghe Farkas și Emil Muntean (alături de alți câțiva pionieri ai informaticii românești) au fost recompensați în anul 2003 de către președinția României cu Ordinul Național Serviciul Credincios în grad de Cavaler.

## Legături externe
- Site oficial